# Mirabeau (Vaucluse)
Mirabeau ist eine französische Gemeinde mit 1434 Einwohnern (Stand 1. Januar 2022) im Département Vaucluse in der Region Provence-Alpes-Côte d’Azur. Sie gehört zum Arrondissement Apt und ist Mitglied im Gemeindeverband Communauté Territoriale Sud-Luberon. Die Bewohner werden Mirabelains und Mirabelaines genannt.

## Geographie
Die Gemeinde Mirabeau befindet sich in der Provence im Südosten des Départements Vaucluse an der Grenze zum benachbarten Département Bouches-du-Rhône etwa 28 Kilometer südöstlich von Apt und etwa 26 Kilometer nordöstlich von Aix-en-Provence.
Im Nordwesten der Gemeinde erhebt sich das Gebirge des Luberon mit dem Regionalen Naturpark Luberon, zu dem das Gemeindegebiet gehört. Die Durance bildet die südliche Grenze der Gemeinde und gleichzeitig die Grenze zum Département Bouches-du-Rhône. Ein Teil der Gemeinde im Südwesten wird vom Biosphärenreservat „Luberon-Lure“ eingenommen.
Umgeben wird Mirabeau von den sechs Nachbargemeinden:
|                  | Grambois                                    | Beaumont-de-Pertuis                       |
| La Tour-d’Aigues | Kompassrose, die auf Nachbargemeinden zeigt |                                           |
| Pertuis          | Jouques (Bouches-du-Rhône)                  | Saint-Paul-lès-Durance (Bouches-du-Rhône) |

## Verkehr
Die Route départementale D973 verläuft auf west-östlicher Achse von Pertuis kommend und trifft östlich des Ortszentrums auf die D996. Die D996 geht von der Kreuzung Richtung Osten weiter nach Manosque und trifft Richtung Süden auf die Autoroute A51, die nach Aix-en-Provence führt.
Nächstgelegener Bahnhof ist der Bahnhof Pertuis, mit dem man Anschluss an die Städte Lyon, Marseille und Aix-en-Provence erhält.

## Geschichte
Das auf einem Hügel thronende Dorf erfuhr im Mittelalter aufgrund seiner Nähe zur Durance eine beachtliche Entwicklung. Im 16. Jahrhundert erhielt der Herr von Forcalquier das Privileg von Königin Johanna, eine Fähre einzurichten und das Recht, Abgaben auf Personen, Waren und Flöße aus Treibholz zu erheben. Der Fährhafen trug zum Aufschwung des Ortes bei und es kam zur Niederlassung mehrerer Herbergen. Das Dorf erhielt eine große Stadtmauer, wurde in den nachfolgenden Jahrhunderten jedoch von den andauernden Streitigkeiten seiner verschiedenen Lehnsherren geschwächt.
Berühmtheit erlangte die Gemeinde durch den Marquis de Mirabeau, der zu Beginn der Revolution eine wichtige Rolle als Wortführer des Dritten Standes in den Generalständen einnahm. Der Wohlstand von Mirabeau schrumpfte im 19. Jahrhundert mit dem Bau einer Brücke über die Durance und der Einrichtung einer Eisenbahnlinie.

## Einwohnerentwicklung
| Jahr      | 1962 | 1968 | 1975 | 1982 | 1990 | 1999 | 2008 | 2018 |
| --------- | ---- | ---- | ---- | ---- | ---- | ---- | ---- | ---- |
| Einwohner | 287  | 277  | 410  | 458  | 770  | 907  | 1097 | 1324 |

## Sehenswürdigkeiten
Das von vier Rundtürmen flankierte Schloss aus dem 17. Jahrhundert wurde von der Familie Riqueti erbaut und diente als Wohnsitz der Markgrafen. 1792 wurde es von den Gläubigern des Marquis ausgeräumt und vom Staat als Emigranteneigentum beschlagnahmt. Später an die Erben zurückgegeben, fiel es durch Erbfolge an die Gräfin de Martel, die literarisch auch unter dem Decknamen Gyp bekannt war. Sie verkaufte es an Maurice Barrès.
Die in der Nähe der Pont de Mirabeau errichtete Kapelle Ste-Madeleine gehörte zur Zeit ihrer Entstehung zur Abtei Saint-André-de-Villeneuve-lès-Avignon. Nach der Revolution wurde sie als Lagerhaus für den Fährbetrieb und dann für den Bau der Eisenbahn genutzt. Auf einem der Bogensteine des Portals befindet sich eine verstümmelte Inschrift, die an eine Sonnenfinsternis aus dem Jahr 1239 erinnert. Die Kapelle ist seit 1928 als Monument historique klassifiziert.
Die Pfarrkirche Saint-Pierre wurde ab 1118 erwähnt. Sie war abhängig von der Abtei Saint-André-de-Villeneuve, dann vor 1264 dem Domkapitel von Aix angegliedert. Das Gebäude aus dem 12. oder 13. Jahrhundert bestand aus einem Kirchenschiff mit zwei Jochen und einem quadratischen Chor. 1613 Umbau und Vergrößerung des Kirchenschiffs, dessen drittes Joch, das nördlich an eine Seitenkapelle angrenzt, zum Chor wurde, während die alte Apsis, die in eine Sakristei umgewandelt wurde, als Sockel des Glockenturms dient. 1682 Bau der anderen Nordseitenkapelle und der anderen Sakristei, 1843 Bau der zweiten Etage des Glockenturms für die öffentliche Uhr.

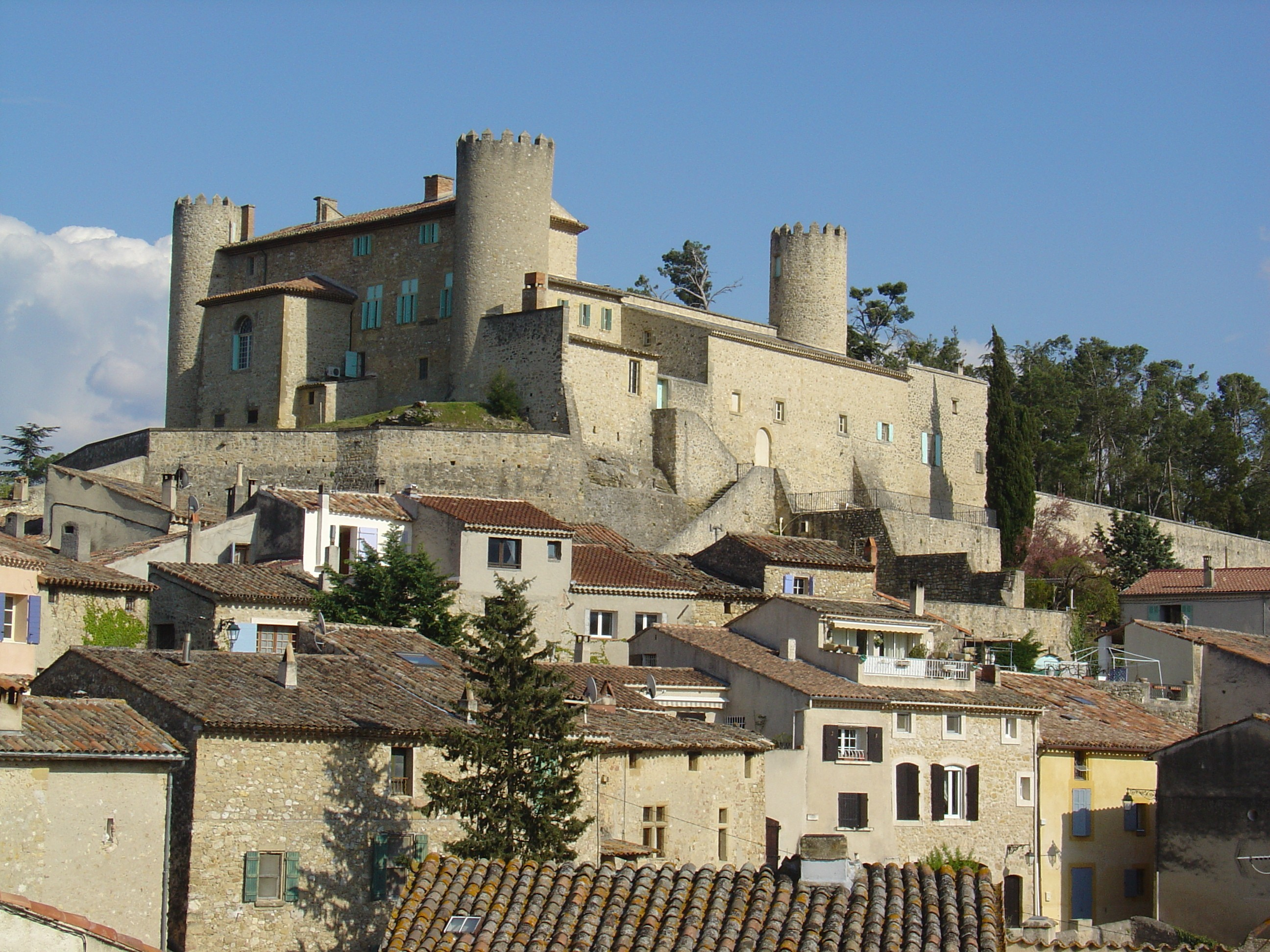
Schloss Mirabeau
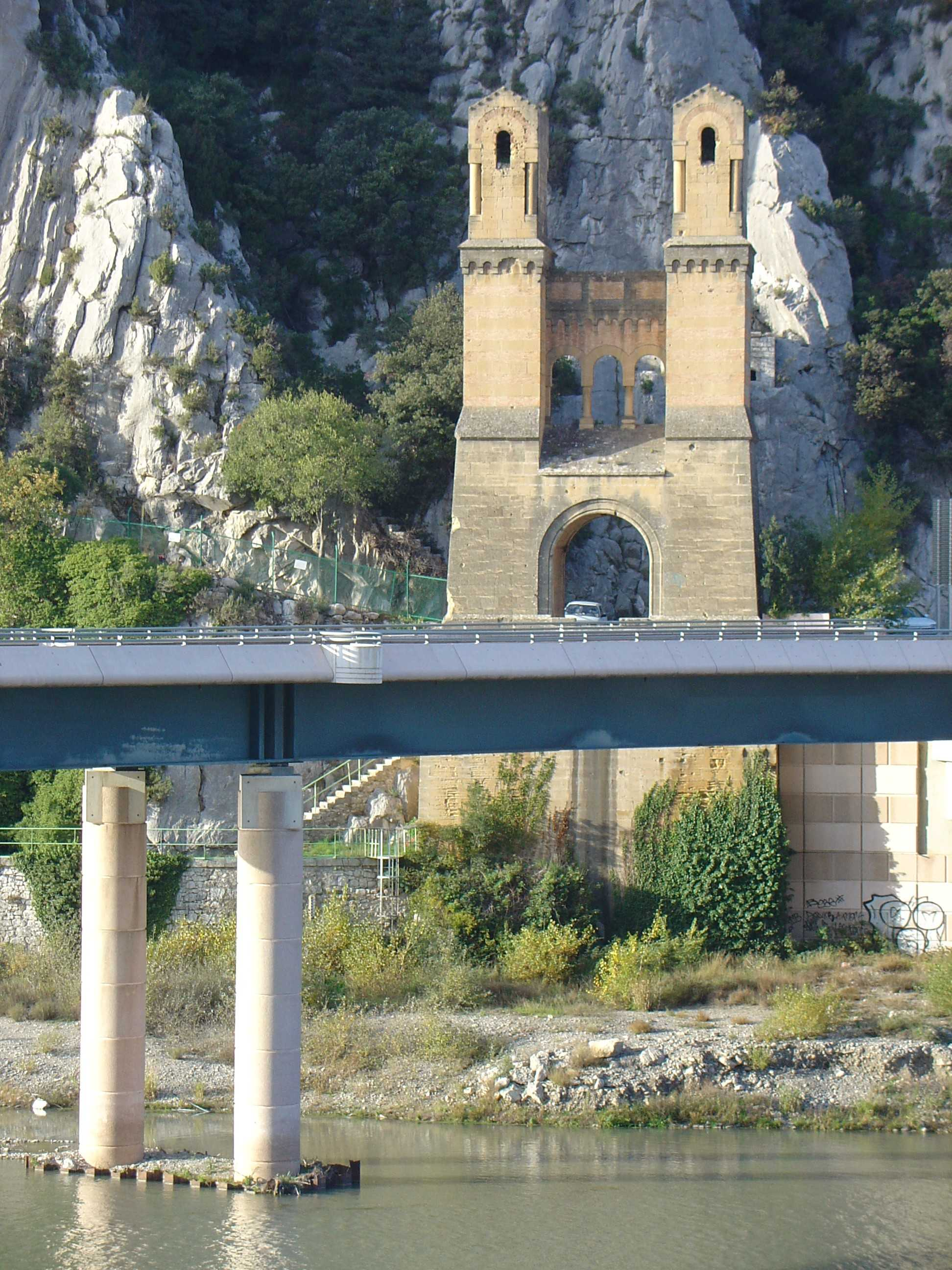
Pont de Mirabeau
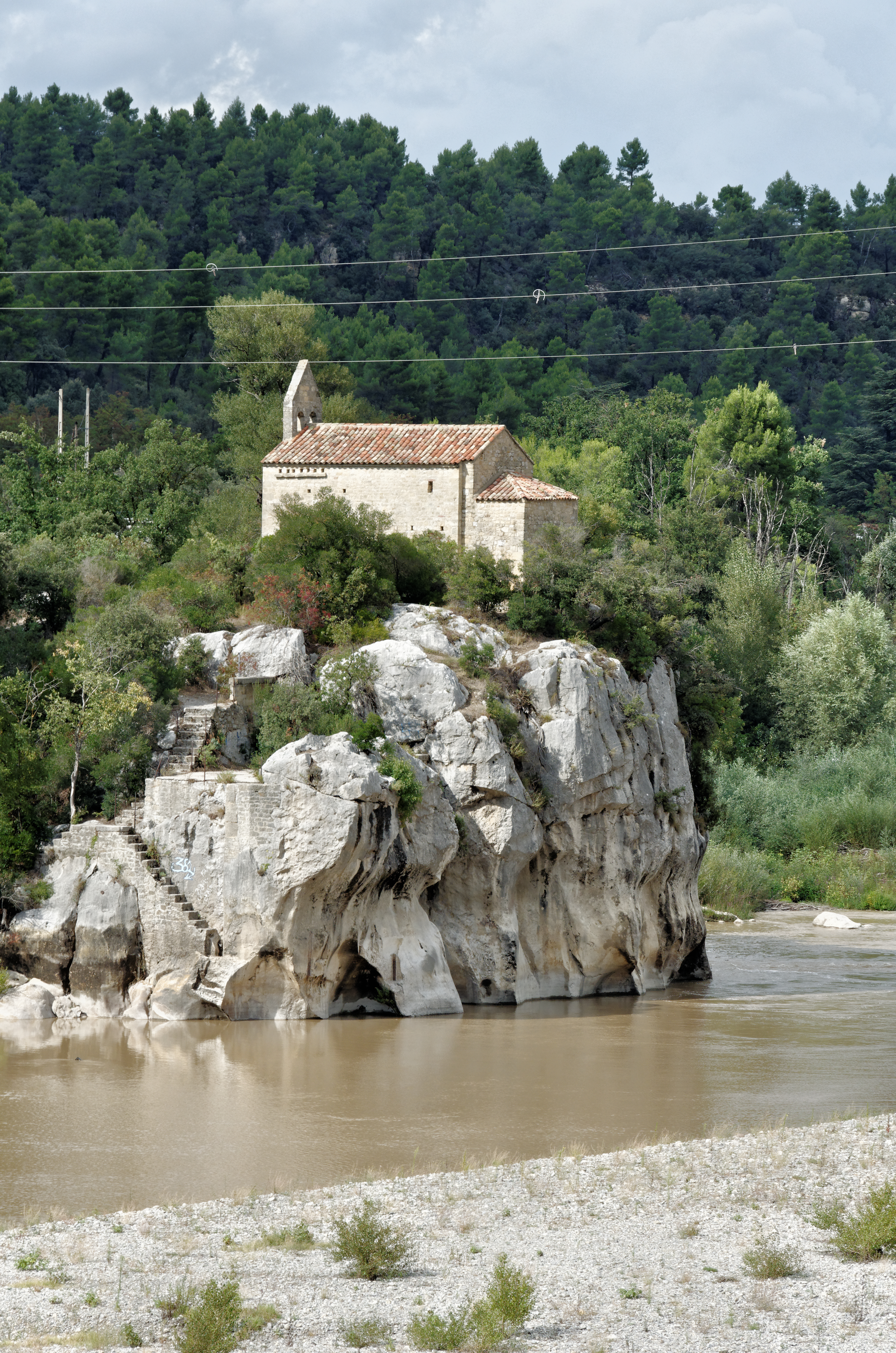
Kapelle Sainte-Madeleine
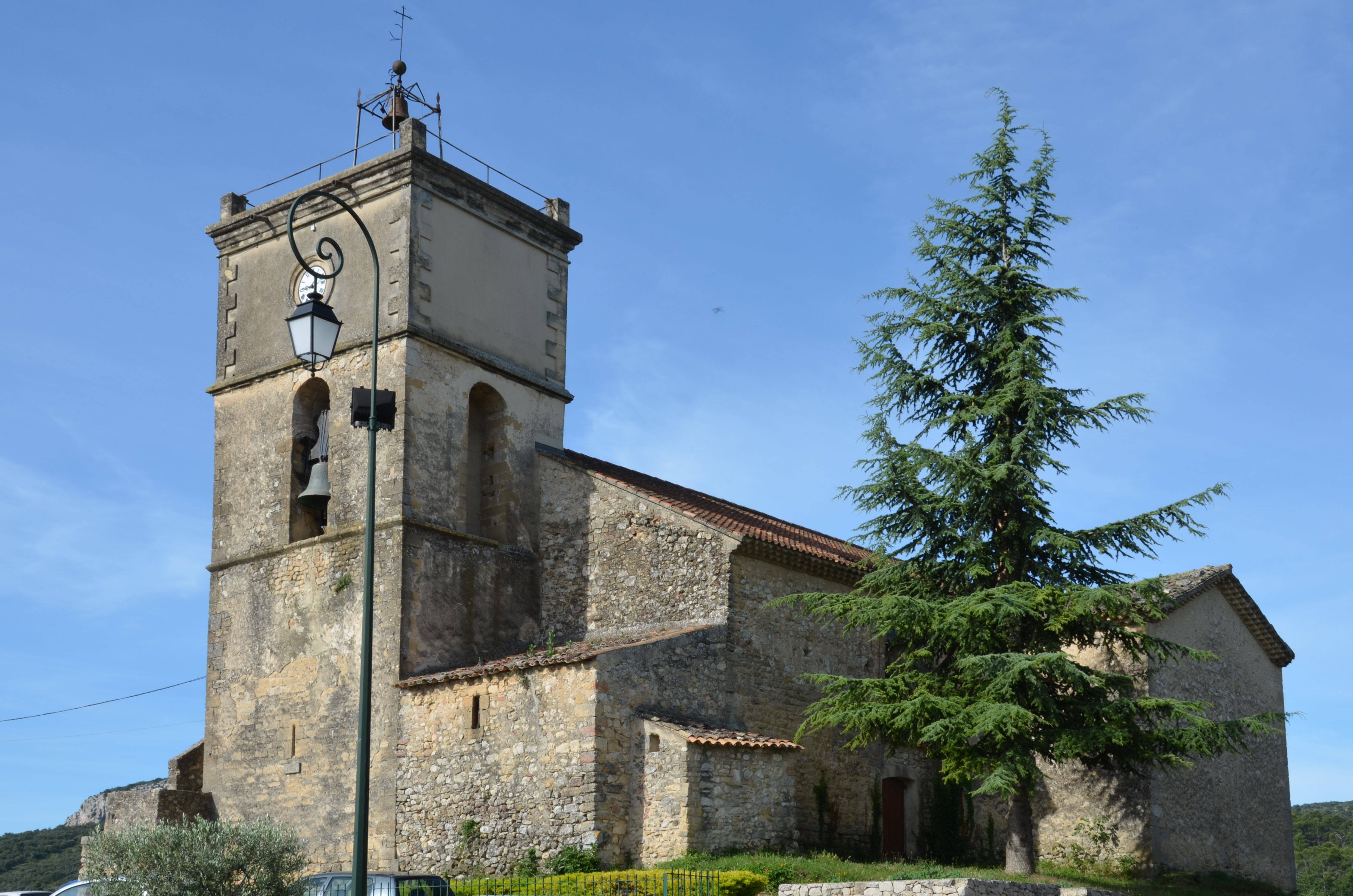
Pfarrkirche Saint-Pierre
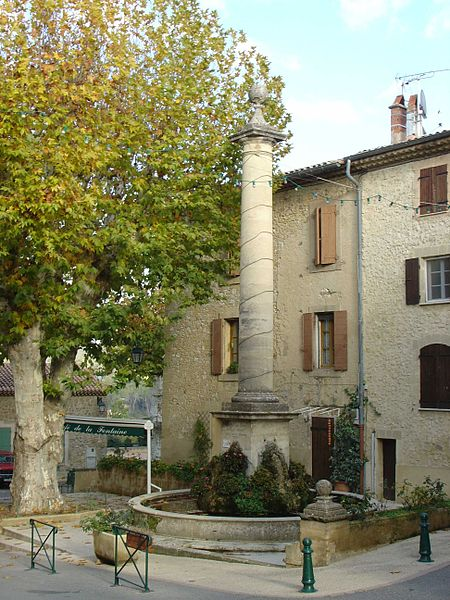
Brunnen

## Persönlichkeiten
- Victor Riqueti de Mirabeau (1715–1789), Volkswirt und Schriftsteller
- Gabriel de Riqueti, comte de Mirabeau (1749–1791) sein Sohn; Revolutionär und Royalist, geboren in Bignon-Mirabeau, sein Adelstitel geht jedoch auf Mirabeau zurück.
- Sibylle Gabrielle Riquetti de Mirabeau (1849–1932), letzte Bewohnerin des Schlosses.